# Mighty Gunvolt
Mighty Gunvolt (マイティガンヴォルト, Maiti Ganvoruto) é um jogo eletrônico de plataforma desenvolvido e publicado pela Inti Creates, lançado em 2014 no Windows, PlayStation 4, Nintendo 3DS e PlayStation Vita. O jogo é um acompanhamento do jogo da Inti Creates Azure Striker Gunvolt, inclui também personagens de Gal*Gun e de Mighty No. 9. O jogo foi lançado no Nintendo eShop no Japão e na América do Norte em agosto de 2014 e mais tarde nas regiões PAL em abril de 2015. Uma portagem para PlayStation 4 e PlayStation Vita, intitulado Gal Gunvolt (ぎゃるガンヴォルト, Gyaru Ganvoruto), foi lançado no Japão em agosto de 2015. Uma versão do original Mighty Gunvolt foi lançado para Microsoft Windows, e foi disponibilizado gratuitamente para os compradores de Azure Striker Gunvolt durante o primeiro mês de seu lançamento. Uma sequência intitulada Mighty Gunvolt Burst (マイティガンヴォルト バースト, Maiti Ganvoruto Bāsuto) foi lançada em junho de 2017.

## Sistema de jogo

### Generalidades
Mighty Gunvolt é um jogo de plataforma inspirado pelos cânones da época dos consoles de 8-bits como o NES. O jogo toma significativamente a sua inspiração da série de jogos Mega Man.

### Personagens
Existem 3 personagens jogáveis: Gunvolt, da série de jogos Azure Striker Gunvolt que pode fazer um salto duplo e um ataque elétrico carregado, Ekoro da série, Gal*Gun que pode flutuar por um curto período de tempo no ar e seduzir os inimigos para que eles te sirvam de aliado, e Beck do jogo de Keiji Inafune Mighty No. 9 que pode fazer uma descarga sobre seus oponentes e que pode também fazer uma deslizada para alcançar os lugares mais estreitos.
Todas as etapas terminam em uma batalha de chefe, muitas das quais são os adeptos Sumeragi de Azure Striker Gunvolt, mas com algumas diferenças em seus ataques ou modelos. Além disso, um dos adeptos, Zonda, intervém e luta com o personagem do jogador, em uma situação inversa de Azure Striker Gunvolt, onde Copen mata Zonda e luta no lugar. A batalha do chefe Zonda foi modificada e adaptada para Azure Striker Gunvolt 2.

### Níveis
O jogo tem 5 níveis jogáveis, além de outros 4 disponíveis em DLC:
- Os níveis:

1. Train
2. School
3. Lab
4. Tower
5. Mirror

- Os níveis do Warp (Os níveis do DLC):

1. Factory
2. Bio Lab
3. Highway
4. Gym